# St. Katharinen- und Weißfrauenstift

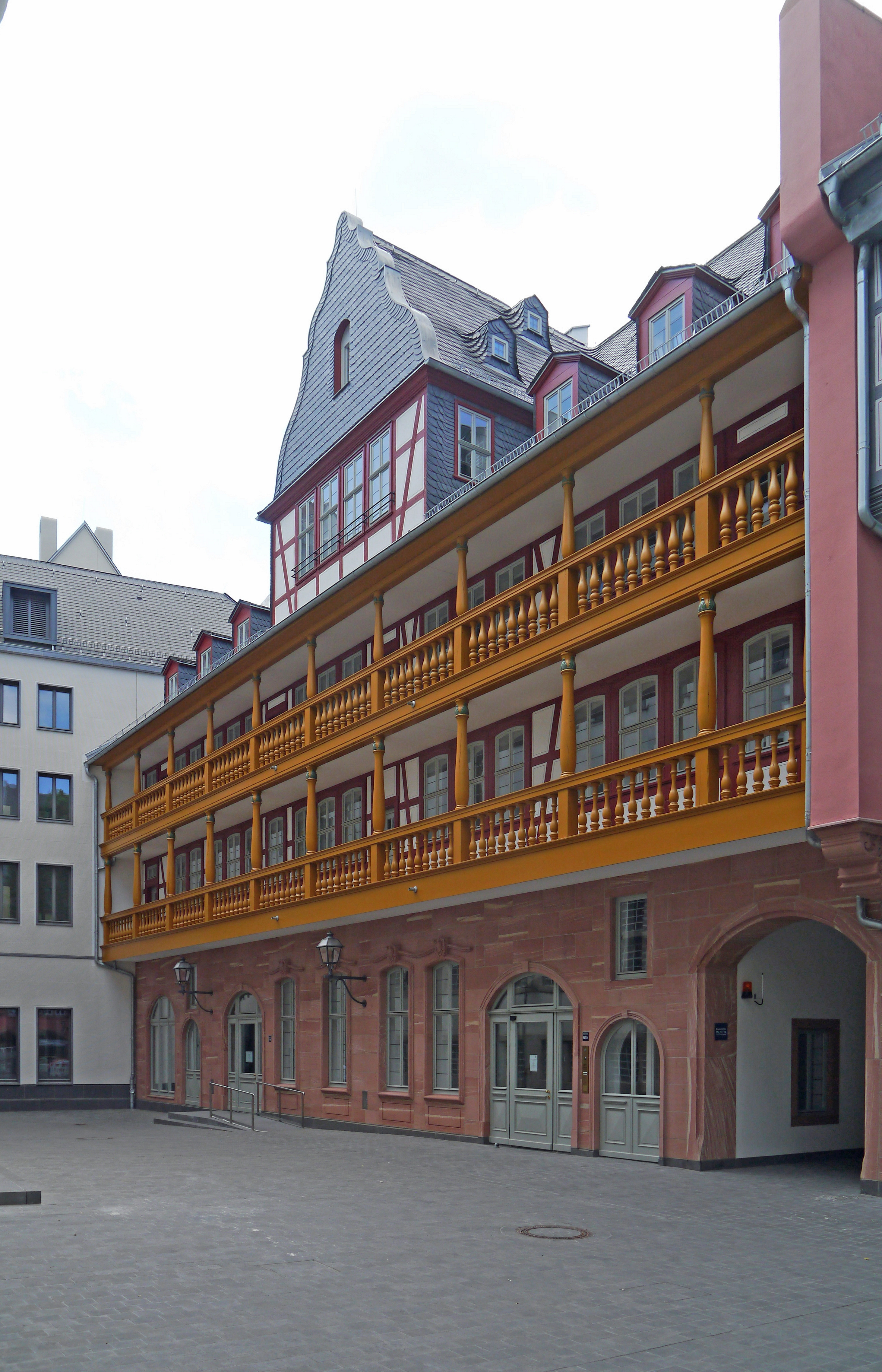
Sitz der Stiftung ist der Hof zum Rebstock in der Neuen Frankfurter Altstadt

Das St. Katharinen- und Weißfrauenstift ist eine Stiftung des öffentlichen Rechts in Frankfurt am Main. Sie hat ihre Wurzeln in zwei mittelalterlichen Frauenklöstern, dem 1228 gegründeten Weißfrauenkloster und dem 1354 von Wicker Frosch gestifteten Katharinenkloster. Nach Einführung der Reformation in der Reichsstadt Frankfurt säkularisierte der Rat der Stadt die beiden Klöster und wandelte sie in weltliche Versorgungseinrichtungen für alleinstehende, bedürftige Frauen evangelisch-lutherischen Bekenntnisses um.
Nach dem Ende der Freien Stadt Frankfurt 1866 und der Annexion durch Preußen ordnete der Magistrat die städtischen Wohlfahrtsorganisationen neu. 1877 wurden die beiden ehemaligen Klöster, die bereits seit 1820 unter gemeinsamer Leitung standen, zusammengelegt und in eine Stiftung des öffentlichen Rechts umgewandelt. Den Vorstand der Stiftung bildet das Pflegamt, dessen Senior satzungsgemäß vom Magistrat berufen wird und meistens der oder die jeweilige städtische Sozialdezernent oder Sozialdezernentin ist.
Heutiger Stiftungszweck ist laut Satzung „die unmittelbare Unterstützung und Versorgung alleinstehender bedürftiger Frauen“, insbesondere durch Gewährung von Jahresrenten und Schaffung einer Unterkunft. Die Stiftsfrauen sollen in der Regel christlichen Glaubens sein und seit mindestens einem Jahr ihren Wohnsitz in Frankfurt am Main haben. Die Stiftung betreibt mehrere Altenwohnanlagen und einen Pflegedienst.
Das St. Katharinen- und Weißfrauenstift gehört zu den sechs großen „öffentlich-mildtätigen Stiftungen“ in der Stadt Frankfurt, zusammen mit dem Allgemeinen Almosenkasten, dem Hospital zum Heiligen Geist, der Stiftung Taubstummenanstalt, dem Wiesenhüttenstift und der Waisenhausstiftung. Es hat seinen Sitz im Hof zum Rebstock in der Braubachstraße.